# Barbara Masi
 (novembre 2021).
Si vous disposez d'ouvrages ou d'articles de référence ou si vous connaissez des sites web de qualité traitant du thème abordé ici, merci de compléter l'article en donnant les références utiles à sa vérifiabilité et en les liant à la section « Notes et références ».
Pour les articles homonymes, voir Masi.
Barbara Masi, née le 19 mai 1960 à Naples, est une joueuse de squash représentant l'Italie. Elle est championne d'Italie à 6 reprises entre 1983 et 1990.

## Biographie
Maria Barbara Masi est née à Naples en 1960 dans une famille sportive, fille du général Piero Masi et de Mariantonia Cottarelli, pilotes de chasse.
Le squash est venu après des sports comme le tennis, le golf, le ski, la course à pied et la natation ; après un séjour en Angleterre, son oncle Umberto Cottarelli lui offre sa première raquette.
Elle joue à Côme, au club de la Villa D'Este, à Milan et en Suisse. Elle rejoint l'équipe nationale italienne en 1982 jusqu'en 1991, six fois championne d'Italie et trois fois finaliste (détentrice du record jusqu'en 2009). Elle a joué pour le club Il Sole d'Udine et surtout pour le club Piranesi de Milan.

## Palmarès

### Titres
- Championnats d'Italie :  6 titres (1983-1987, 1990)